# Znak města Čeljabinsk

Znak města Čeljabinsk

Znak Čeljabinského městského okruhu je oficiálním symbolem městského okruhu města Čeljabinsk v Čeljabinské oblasti Ruské federace. Znak byl přijat 12. září 2000.

## Historie
Současný znak Čeljabinsku má hluboké historické kořeny. Zobrazení velblouda pochází z období založení města. V roce 1737 státník a historik V. N. Tatiščev předložil Senátu dva návrhy znaku. Návrhy se lišily v tom, že na jednom z nich byl zobrazen pes připoutaný ke zdi pevnosti a na straně druhé velbloud uvázaný ke kůlu. V horní části Tatiščových návrhů byla umístěna tatarská koruna a nad ním se vítězně tyčil krk i hlava velblouda. Spolu s vojenskými prvky znaku zvíře bezpochyby symbolizovalo hlavní účel budování nových pevností na jihovýchodě, a to zajištění spolehlivé ochrany ekonomických zájmů Ruska v asijském regionu, rozvoj obchodu a hospodářský rozvoj v nových teritoriích.

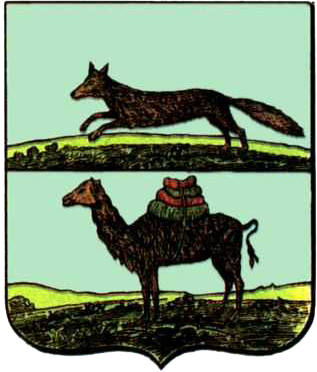
Znak města Čeljabinsk z roku 1782

První (historický) znak Čeljabinsku byl schválen už 8. června 1782 a byl zpracován stávajícím státním radou A. O. Volkovem. V té době Čeljabinsk patřil k Ufské viceriditě, a proto byla ve vrchní části znaku umístěna běžící kuna (hlavní prvek ufského znaku) a v dolní části velbloud naložený zbožím, což symbolizovalo obchodní charakter města.
V sovětských dobách byl historický znak nahrazen budovatelským motivem. V tomto období měl čeljabinský znak následovnou podobu: na červeném štítu byl ocelový stroj, otevřená kniha, ozubené kolo, velbloud a sobol. Vedle této podoby znaku byla platná i podoba, kde byl na štítu zobrazen pásový traktor.
Další verze čeljabinského znaku byla schválena městskou správou 13. září 1994 a zobrazovala stylizovanou verzi historického znaku. Na stříbrném štítu (symbol čistoty myšlení, ochrany a obezřetnosti) byla znázorněna část stěny pevnosti jako vyobrazení toho, že Čeljabinsk byl založen jako ruská pevnost. U opevněné zdi byl dívající se doprava naložený velbloud, který poukazoval na skutečnost, že město je bohaté na zboží a jeho vývoj závisí na obchodním úspěchu. Na to ukazovalo zelené pole – symbol naděje a hojnosti. Štít znaku měl tvar obdélníku se zaoblenými spodními rohy se špičatým koncem uprostřed. Znak byl doplněn zlatou městskou korunou o pěti špičkách, potvrzující status města jako administrativní centrum oblasti. Za znakem byly zkřížené dvě heraldická zlatá kladiva – symboly vysoce rozvinutého průmyslu, která byla ovázána řádovou Alexandrovskou stuhou.
V roce 2000 byla kompozice a prvky znaku města Čeljabinsk, vytvořená v roce 1994, změněna autorskou skupinou pod vedením K. F. Močenova (Svaz heraldistů Ruska). Současný znak města Čeljabinsk byl schválen rozhodnutím Čeljabinské městské dumy № 59/3 ze dne 12. září 2000.
Heraldický popis znaku města Čeljabinsk zní: «В мурованном, с теневой стеннозубчатой главой серебряном поле на зеленой земле навьюченный золотой верблюд». Na stříbrném štítu, symbolu čistoty myšlení, ochrany a obezřetnosti je zobrazena:
– část zdi pevnosti poukazující na skutečnost, že město Čeljabinsk bylo založeno jako ruská pevnost 13. (2) září 1736;
– u zdi pevnosti je žlutý (zlatý) naložený zbožím velbloud na znamení toho, že město je bohaté na zboží a jeho vývoj závisí na obchodním úspěchu. Na to ukazuje také zelené pole, které je symbolem naděje a hojnosti. Zlato je symbolem síly, velikosti, bohatství, inteligence, štědrosti.
V souladu s rozhodnutím Heraldické rady а potvrzením prezidenta Ruské federace ze dne 2. července 2001 byl zapsán znak města Čeljabinsk do Státního heraldického rejstříku Ruské federace pod číslem 688.